# Battle Ships
Battle Ships, intitolato Battleship nelle edizioni nordamericane e Battleships nelle schermate introduttive di alcune versioni, è un videogioco che simula il classico gioco da tavolo Battaglia navale, pubblicato nel 1987 per gli home computer Amiga, Amstrad CPC, Atari ST, Commodore 64 e ZX Spectrum dalla Elite Systems in Europa e dalla Epyx in Nordamerica. Al gioco tradizionale aggiunge sequenze animate di bombardamenti e affondamenti.
Le versioni europee per Amstrad CPC, Commodore 64 e ZX Spectrum, sebbene previste come titoli autonomi e anche recensite in questa forma da alcune riviste, all'inizio uscirono solo all'interno di varie raccolte della Elite, a cominciare da Best of Elite Vol. 2 della Hit-Pak (etichetta sempre della Elite); nel 1988 uscirono effettivamente come titoli autonomi con l'etichetta a basso costo Encore (anch'essa della Elite).
L'edizione americana Battleship usa con licenza il marchio della Battaglia navale da tavolo prodotta dalla Milton Bradley, con lo stesso logo che aveva all'epoca.
Una conversione probabilmente non ufficiale è stata pubblicata per Atari 8-bit dalla polacca Mirage Software nel 1989.

## Modalità di gioco
Battle Ships simula il gioco della Battaglia navale contro il computer o tra due giocatori, inoltre è possibile disputare un torneo a due o più giocatori. Il gioco da tavolo originale, alla cui voce si rimanda per il funzionamento generale, non ha regole precise; in questa variante le tabelle sono formate da 20x20 caselle e le flotte di ciascun contendente sono composte da 6 navi fisse (5 su Commodore 64). Due delle navi hanno forma non lineare: la portaerei, più larga, e il sottomarino, a forma di T. Le navi di forma lineare sono posizionabili anche in diagonale. Le navi non possono essere posizionate adiacenti tra loro.
Si inizia con la fase di piazzamento delle proprie navi; nelle versioni Amiga e Atari ST si parte dalla tabella vuota, mentre nelle altre si inizia già con un posizionamento casuale, che il giocatore può modificare. Nel caso di due giocatori umani è d'obbligo non guardare mentre l'avversario posiziona le sue navi. Successivamente il posizionamento non viene più mostrato durante il gioco, ma sono visibili solo le tabelle di attacco. Nel caso del multigiocatore quindi non sarà più necessario evitare di guardare lo schermo.
La tabella è molto più ampia di quelle comunemente usate con carta e matita, ma questo si bilancia con il maggior numero di colpi disponibili per turno. Infatti ogni giocatore, a ogni turno, può sparare un totale di quattro colpi per ogni nave della sua flotta che non è ancora stata affondata (ossia inizialmente 24 colpi, o 20 su Commodore 64). Dal menù iniziale si può anche disabilitare questa funzione se si preferisce sparare un solo colpo per turno come nel gioco più tradizionale. Le caselle bersaglio dei colpi multipli si selezionano tutte prima di sparare, e soltanto a selezione terminata si vede il risultato di ciascun colpo. Le selezioni si fanno con un puntatore; le classiche coordinate lettera-numero delle caselle non sono neppure visualizzate (solo su ZX Spectrum si vedono coordinate numeriche).
Al momento dell'esecuzione dei colpi viene mostrata una schermata di animazione a visuale fissa in prima persona dalla prua di una nave, con i cannoni della nave che sparano, bombardieri che volano, e tutte le navi nemiche schierate simbolicamente (la posizione non corrisponde alla tabella) sul mare antistante. Le navi che sono state colpite nella tabella vengono colpite ed eventualmente affondate anche qui. È anche il modo per mostrare all'attaccante qual è il tipo delle navi colpite. Solo la versione Commodore 64 ha un'animazione sostanzialmente diversa: qui la nave spara all'orizzonte, a bersagli non visibili se non per le esplosioni quando vengono colpiti, mentre il tipo di nave colpita è mostrato su una serie di sagome a lato.
Solo le versioni Amiga, Atari ST e Commodore 64 sono dotate di accompagnamento musicale, e solo la versione Amiga di frasi in sintesi vocale.

## Accoglienza
Battle Ships ricevette giudizi variabili dalla stampa internazionale dell'epoca. Un fedele simulatore di Battaglia navale è per sua natura un gioco molto semplice, nonostante fosse venduto (o previsto) come titolo a prezzo pieno; in compenso, di solito la critica riteneva la realizzazione ben curata in tutte le versioni. Molti giudizi complessivi furono medi. Altre riviste furono più entusiaste; inizialmente molto positive Computer and Video Games (10/10 alla giocabilità), Commodore User (8/10), Your Sinclair (9/10), salvo poi ridimensionarsi molto quando recensirono la riedizione economica tempo dopo (rispettivamente 61%, 4/10, 6/10).
Altri giudizi complessivi furono mediocri fin dall'inizio; un estremo 13% fu dato da Amiga Power alla riedizione nel 1992.